# Wallonische Region
Die Wallonische Region (französisch Région wallonne, niederländisch Waals Gewest), auch Wallonie und Wallonien (französisch Wallonie, niederländisch Walloniëⓘ, wallonisch Walonreye [walɔ̃ʀɛjɜ]), ist eine der drei Regionen des Königreichs Belgien. Die Muttersprache der Bevölkerung ist überwiegend Französisch, im äußersten Osten Deutsch.
Die Hauptstadt ist Namur, die nach Einwohnern größte Stadt ist nach Kommunalreformen in der Nachkriegszeit Charleroi. Das kulturelle und wirtschaftliche Zentrum ist die zweitgrößte Stadt Lüttich (Liège), die auch Zentrum der größten Agglomeration ist. Weitere wichtige Städte sind Mons, Tournai, Arlon, Bastogne, Wavre, Verviers, Dinant und die ehemals preußischen Städte Eupen und Malmedy im heutigen Ostbelgien. Geographisch umfasst die Wallonie die südliche Hälfte Belgiens.

## Geografie

### Landesnatur und Siedlungsstruktur
Die Region hat eine Fläche, die etwa mit den deutschen Ländern Thüringen oder Schleswig-Holstein vergleichbar ist. In den Provinzen Lüttich und Luxemburg befinden sich ausgedehnte mittelgebirgige Regionen und mit dem Hohen Venn eine für seine Moore bekannte Hochebene. Im Süden liegen die Ardennen. Der Siedlungsschwerpunkt im Bereich der früheren industriellen Zentren des sogenannten wallonischen Rückgrats befindet sich in den Provinzen Hennegau, Namur und Lüttich. Er erstreckt sich zwischen den Städten Charleroi, Namur und Lüttich entlang der Sambre und der Maas. Die Maas bildet das dominierende Gewässer. Sie durchquert von Frankreich kommend in südwestlich-nordöstlicher Richtung die Region. Weitere Flüsse sind die Ourthe und die Weser. Im Westen befindet sich die eher flache Provinz Hennegau, während das nördliche Zentrum die von der Nähe zu Brüssel geprägte Provinz Wallonisch-Brabant bildet. Im äußersten Westen befindet sich mit Comines-Warneton eine von Flandern und Frankreich umschlossene Exklave.

### Nachbarstaaten und -regionen
Die Wallonie grenzt im Südwesten an Frankreich, im Südosten an Luxemburg, im Osten an Deutschland, im äußersten Nordosten auf zwei kurzen Abschnitten an die Niederlande und im Norden an Flandern. Zwischen der Wallonie und den Niederlanden befindet sich die flämische Exklave Voeren (Fourons). Mit der Region Brüssel-Hauptstadt besteht zwar keine gemeinsame Grenze, sie befindet sich aber nur wenige Kilometer von der Nordgrenze der Provinz Wallonisch-Brabant entfernt.

## Etymologie
Der Name Wallonie bzw. Wallonien leitet sich – ebenso wie die Namen Wales (Vereinigtes Königreich), Welschschweiz, Welschtirol (Italien) und Walachei (Rumänien) – von germanisch *Walhoz ‚Kelten‘, einer Vorform von Welsche ab, d. h. von einer germanischen Bezeichnung für Römer und (romanisierte) Kelten.

## Geschichte
Formell wurde die Region erst 1980 durch die Zweite belgische Staatsreform geschaffen. Ihre Ursprünge sind aber weitaus älter.

### 19. Jahrhundert
Als Belgien 1830 gegründet wurde, beschlossen die Brüsseler Eliten, die die Belgische Revolution ausgelöst hatten, dass Belgien ein französischsprachiger Einheitsstaat werden sollte und die Flamen daher französisch assimiliert werden sollten. Bereits früh nach der belgischen Unabhängigkeit widersetzten sich die niederländischsprachigen Flamen diesem Vorhaben und gründeten in der nördlichen Hälfte des Landes die sogenannte „Flämische Bewegung“, die einen verstärkten Gebrauch des Niederländischen in Flandern durchsetzen wollte. Im südlichen Teil gab es vorerst keine entsprechenden Forderungen für den Schutz der wallonischen Sprache, die von manchen als französischer Dialekt betrachtet und von anderen als eigenständige romanische Sprache eingestuft wurde.
Im 19. Jahrhundert entwickelte sich Belgien mit seiner wallonischen Montanregion zum nach England am stärksten industrialisierten Land Europas. Ende des Jahrhunderts gab es erste Anzeichen auch für eine „Wallonische Bewegung“ als Reaktion auf das „Gleichheitsgesetz“ vom 18. April 1898, das beide Sprachen offiziell zu Amtssprachen erklärte (siehe auch: Sprachgesetzgebung in Belgien). Erst nach einem ersten wallonischen Kongress im Jahre 1890 vereinten sich die verschiedenen wallonischen Versammlungen und riefen unter dem Vorsitz von Jules Destrée den zweiten wallonischen Kongress im Jahre 1912 aus. Im selben Jahr wies Destrée in einem Brief an den belgischen König Albert I. auf den entstandenen flämisch-wallonischen Konflikt hin:

« Il n’y a pas de Belges, mais des Wallons et des Flamands. »

„Es gibt keine Belgier, sondern Wallonen und Flamen.“

### Erster Weltkrieg
Der größte geschichtliche Einschnitt der jüngeren wallonischen Geschichte erfolgte durch den Ersten Weltkrieg. Die Wallonie war zusammen mit dem Großherzogtum Luxemburg als erstes von den Kriegsereignissen im Bereich der Westfront betroffen, da sie direkt an Deutschland grenzt. Nach einem Ultimatum vom 2. August 1914, in dem das Deutsche Reich Durchmarschrechte durch Belgien in Richtung Frankreich forderte und dieses Ansinnen von Belgien zurückgewiesen wurde, überschritten deutsche Truppen am 4. August 1914 bei Gemmenich in der Nähe von Aachen die Grenze. In der Folge gelang den deutschen Truppen trotz unerwartet heftiger belgischer Gegenwehr die Einnahme der stark befestigten Stadt Lüttich. Im weiteren Verlauf der Kämpfe verübten deutsche Truppen in Belgien auf der Suche nach vermeintlichen Freischärlern, die in diesem Zusammenhang als Francs-tireurs bezeichnet wurden, wiederholt Kriegsverbrechen wie das Massaker von Dinant am 23. August 1914. In der englischsprachigen Presse entstand hierfür der Begriff Rape of Belgium (‚Vergewaltigung Belgiens‘). Mehrere Städte in ganz Belgien, auch in der Wallonie, erlitten schwere Zerstörungen. In den Kriegsjahren bezog die deutsche Oberste Heeresleitung ein Hauptquartier im wallonischen Kurort Spa. Deutschland verlor mit dem Ersten Weltkrieg durch den Vertrag von Versailles seine Regionen Eupen und Malmedy. Diese wurden Belgien und somit der Wallonie zugeschlagen.

### Zwischen den Weltkriegen
Insbesondere während des Ersten Weltkrieges führten die flämisch-wallonischen Sprach- und Kulturunterschiede zu großen Problemen. So wird bis heute häufig argumentiert, dass flämische Soldaten die französische Sprache der vorgesetzten wallonischen Offiziere nicht verstanden hätten. Nach dem großen Krieg wurden die Rufe nach einer Föderalisierung Belgiens von flämischer Seite lauter. Aber auch in der Wallonischen Region gab es mancherseits, besonders nach Einsetzen der Kohlekrise, ein Bestreben nach mehr Eigenverantwortung.

### Zweiter Weltkrieg
Der Zweite Weltkrieg und die darauffolgende „Königsfrage“ vertiefte den emotionellen Graben zwischen Wallonen und Flamen. Während des Zweiten Weltkrieges kollaborierte die Bewegung der Rexisten unter Léon Degrelle bis 1944 mit der deutschen Besatzungsmacht. Auch im Zweiten Weltkrieg war Wallonien Schauplatz schwerer Kämpfe, beispielsweise in der Ardennenoffensive. Nach 1945 folgten weitere Wallonische Kongresse, die sich mit der Föderalisierung befassten.

### Beginn der Föderalisierung
Um Belgien stärker zu befrieden, wurde schließlich in den Jahren 1962–1963 eine sogenannte Sprachgrenze zwischen Flandern (dem niederländischsprachigen Norden) und Wallonien (dem französischsprachigen Süden) festgelegt. Für Brüssel wurde eine zweisprachige Lösung gefunden. Im Osten erhielt die deutsche Minderheit, deren Gebiet nach dem Ersten Weltkrieg dem belgischen Staat angeschlossen worden war, erste Anerkennung. Während in der Region Brüssel-Hauptstadt die Partei „Front démocratique des francophones“ (FDF) für die politischen Belange der französischsprachigen Brüsseler Bürger eintrat, entstand in der Wallonie die Partei „Rassemblement Wallon“ (RW). Persönlichkeiten des öffentlichen Lebens wie François Perin, Jean Gol oder später Paul-Henry Gendebien gehörten der Partei bis zu ihrer Auflösung im Jahr 1985 an. 1968 fanden im flämischen Löwen Studentenproteste statt, in denen unter dem Schlagwort walen buiten die Forderung nach einer Aufspaltung der dortigen Universität erhoben wurden. In der Folge wurde im wallonischen Louvain-la-Neuve eine neue, frankophone Universität gegründet, während im flämischen Löwen eine davon getrennte niederländischsprachige Universität fortbestand.
Die Kulturgemeinschaften (flämische, wallonische und deutsche), Vorgängerinnen der heutigen Sprachgemeinschaften und Regionen, wurden 1970 bei der Ersten belgischen Staatsreform in die Verfassung aufgenommen. Während jedoch die Kulturgemeinschaften sofort arbeitsfähig waren, bekamen die Regionen nur eine provisorische Anerkennung. Man beschloss, vorerst eine vorbereitende Regionalisierung durchzuführen, mit Regionalräten, die aus Senatoren bestanden und nur eine beratende Funktion besaßen. Ende der 1970er Jahre wurde das sogenannte „Egmont-Stuyvenberg-Abkommen“ unterzeichnet, das die Schaffung von Regionen vorsah. Doch das Problem um die Brüsseler Region löste eine politische Krise aus, die mit dem Rücktritt des Premierministers Leo Tindemans im Jahre 1978 ihren Höhepunkt erreichte.

### Gründung als Region
Schließlich gab man von frankophoner Seite nach und einigte sich darauf, das Brüsseler Problem vorerst unangetastet zu lassen. Bei der zweiten Staatsreform 1980 wurde die Verfassung abgeändert und die Regionen bekamen eigene Institutionen und Zuständigkeiten. Die Wallonische Region erhielt ihr erstes Parlament (damals noch „Rat“) und unter Jean-Maurice Dehousse ihre erste Regierung (damals noch „Exekutive“). Bedingt durch ihre Demographie ist seit der Schaffung der Wallonischen Region die Sozialistische Partei (PS), die sich auf eine starke Arbeiter- und Gewerkschafterbasis berufen kann, in der Regierung der Wallonischen Region vertreten. Die Zuständigkeiten der Regionen beschränkten sich, grob gesehen, auf alles, was den Boden betrifft (Raumordnung, Städtebau, Umwelt, Wohnungswesen, aber auch Wirtschaft etc.). Eine Fusion der regionalen Institutionen mit denen der Französischen Gemeinschaft, so wie dies in Flandern der Fall war, wurde abgelehnt. Bei der Schaffung der Deutschsprachigen Gemeinschaft im Jahr 1983 sah man die Möglichkeit vor, dass die Gemeinschaft Zuständigkeiten von der Wallonischen Region übernehmen könnte.

### 1980er und 1990er Jahre
Die 1980er Jahre waren vor allem durch den Kampf der Wallonen in der Gemeinde Voeren (frz. Fourons) geprägt, die sich unter dem Sozialisten José Happart für einen Anschluss der Gemeinde an die Wallonische Region einsetzten. Eine erneute Regierungskrise und der Rücktritt des Premierministers Wilfried Martens waren die Folge (siehe auch: Sprachgesetzgebung in Belgien). Darauf folgte die dritte Staatsreform von 1988, bei der das Problem Voeren und das Problem Brüssel durch die Schaffung der Region Brüssel-Hauptstadt vorerst behoben wurden. Bei dieser Staatsreform erhielten die Regionen weitere Zuständigkeiten vom Föderalstaat (öffentliches Verkehrswesen, öffentliche Arbeiten und Regionalisierung gewisser Wirtschaftszweige).

Am 18. Juli 1991 wurde André Cools, der mächtige Präsident der Parti Socialiste und Vorkämpfer der Wallonischen Bewegung, in Lüttich ermordet. 1996 wurden zwei Tunesier gefasst, die Cools erschossen hatten. Sie waren von Angehörigen der sizilianischen Mafia angeheuert worden.
Die Vierte Staatsreform machte Belgien 1994 zu einem Bundesstaat (oder Föderalstaat). Die Regionen erhielten ein weiteres Mal neue Zuständigkeiten (Außenbeziehungen innerhalb ihrer Kompetenzen etc.). Nach der Teilung der ehemaligen Provinz Brabant erhielt die Wallonische Region mit der Provinz Wallonisch-Brabant eine fünfte Provinz. Im Anschluss an diese Staatsreform wurde der Wallonischen Region auch erlaubt, gewisse Zuständigkeiten von der Französischen Gemeinschaft (Tourismus, Schülertransport etc.), die große finanzielle Schwierigkeiten hatte, zu übernehmen. In Brüssel wurden diese Kompetenzen dann von der COCOF ausgeübt.

### 2000er Jahre
Die Fünfte Staatsreform von 2001 erweiterte den Zuständigkeitsbereich der Regionen erneut (gewisse Steuerhoheit, Landwirtschaft, Außenhandel, lokale Behörden etc.). Besonders seit dieser Staatsreform ist die politische Aktualität in der Wallonischen Region weniger durch äußere Faktoren, als durch innere Angelegenheiten beeinflusst worden. Ein politischer Skandal entstand im Jahr 2005, nachdem sich herausgestellt hatte, dass verschiedene Lokalpolitiker der Sozialistischen Partei (PS) in Charleroi öffentliche Gelder veruntreut hatten („Carolorégienne-Affäre“). Dies hatte zur Folge, dass der amtierende wallonische Ministerpräsident Jean-Claude Van Cauwenberghe zurücktreten musste. Auch andere Persönlichkeiten der PS, wie der Bürgermeister von Charleroi Jacques Van Gompel, der ehemalige wallonische Ministerpräsident und Bürgermeister von Namur Bernard Anselme oder die Bürgermeisterin von Huy Anne-Marie Lizin, wurden daraufhin verdächtigt, in ihren Gemeinden organisierten Klientelismus zu betreiben.

## Politik
Wie die anderen Gemeinschaften und Regionen des Landes besitzt die Wallonische Region ein Parlament (Legislative) und eine Regierung (Exekutive). Sie üben die Zuständigkeiten der Regionen auf dem französischen und deutschen Sprachgebiet aus. Des Weiteren ist die Wallonische Region in fünf Provinzen unterteilt.

### Wallonisches Parlament

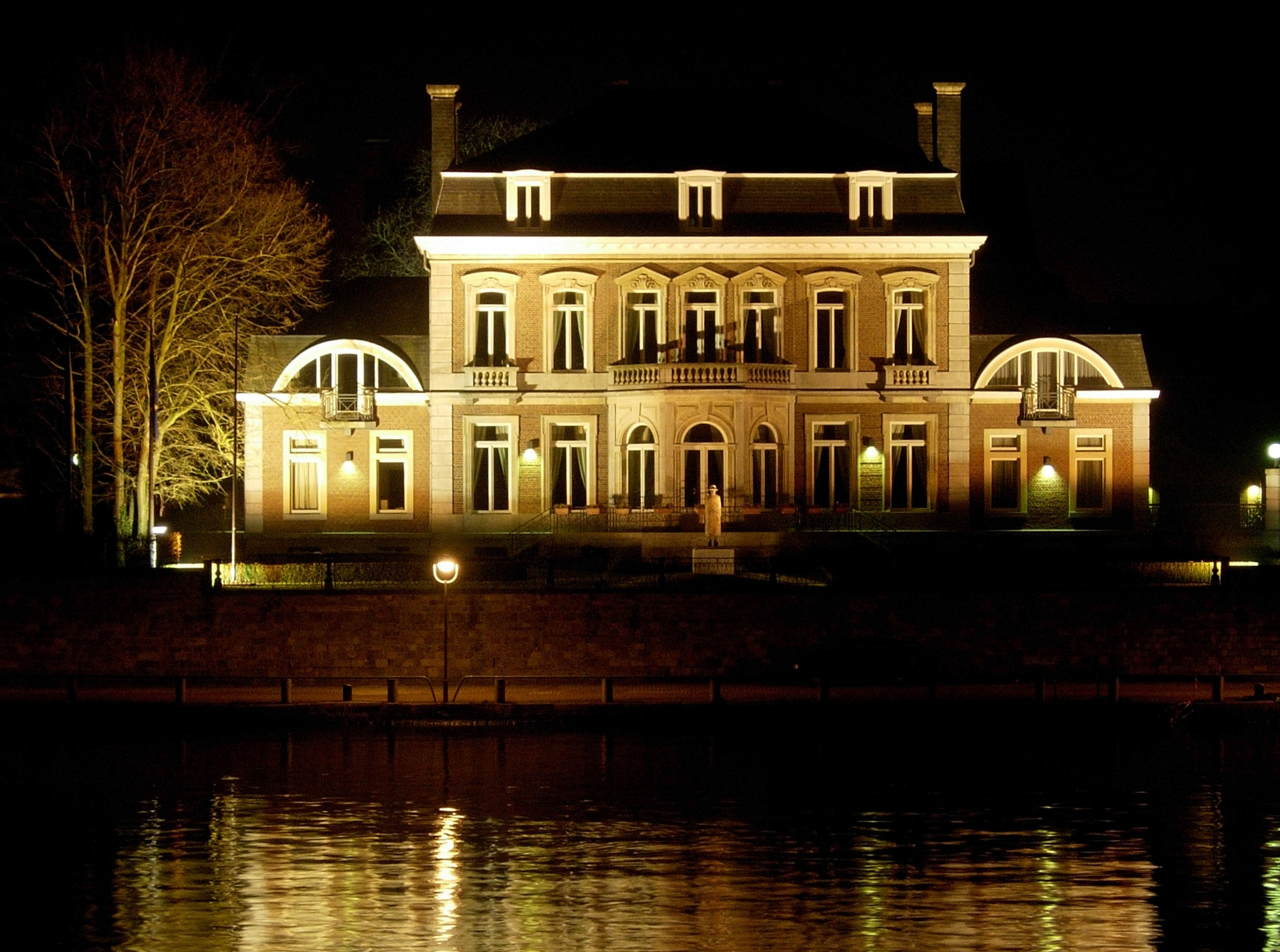
Élysette in Namur

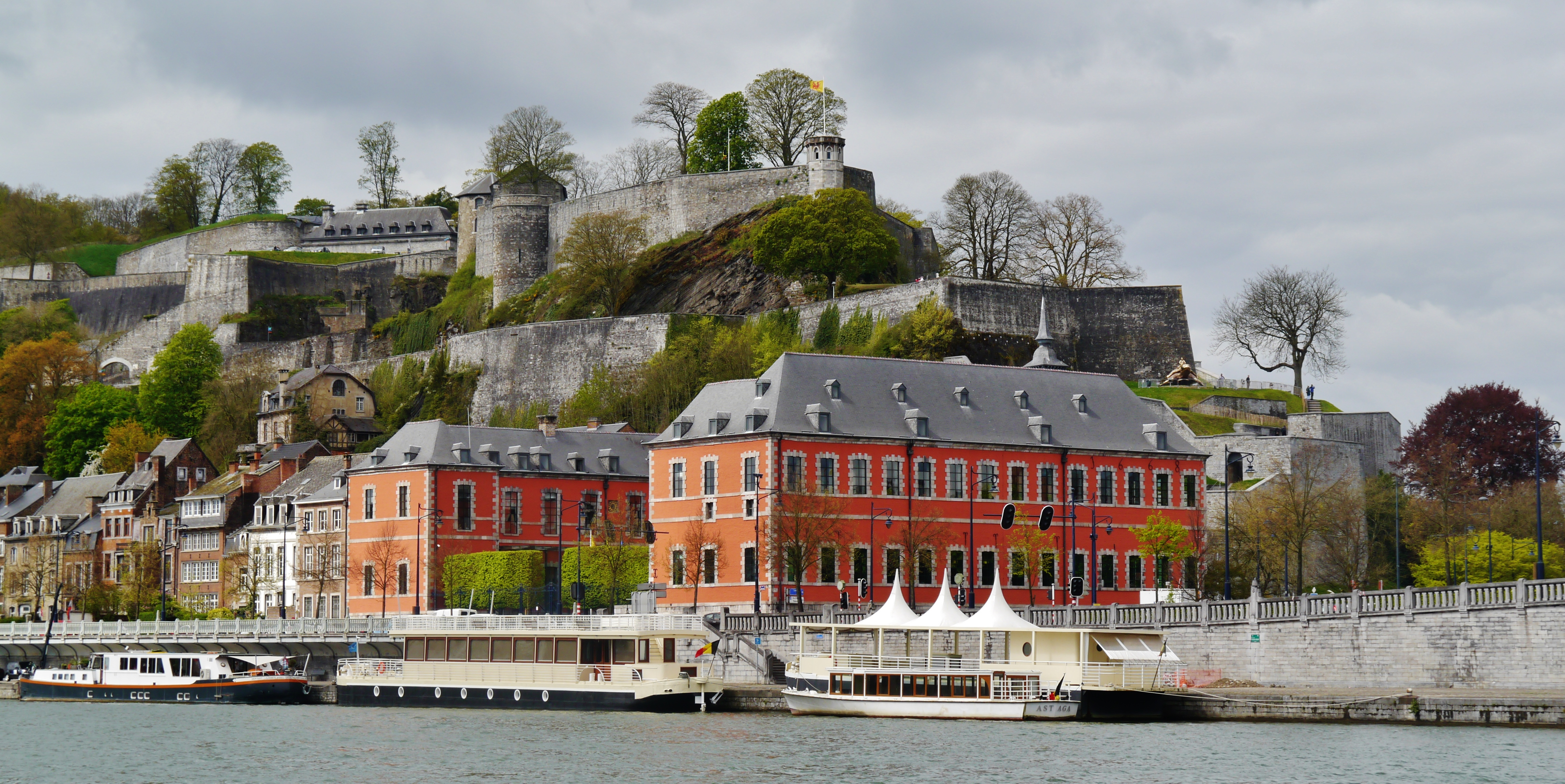
Der Sitz des Wallonischen Parlamentes in Namur

Das Wallonische Parlament (oder Parlament der Wallonischen Region), früher „Rat der Wallonischen Region“, zählt 75 Abgeordnete, die in den dreizehn Wahlbezirken der Wallonischen Region für fünf Jahre gewählt werden. Die Abgeordneten, die im französischen Sprachgebiet gewählt wurden, sind gleichzeitig Mitglieder des Parlamentes der Französischen Gemeinschaft. Die Abgeordneten des deutschen Sprachgebietes (derzeit zwei) sind ebenfalls beratende Mandatare im Parlament der Deutschsprachigen Gemeinschaft.
Das Wallonische Parlament stimmt über sogenannte Dekrete ab, die im belgischen Föderalstaat auf dem Gebiet der Wallonischen Region Gesetzeskraft haben. Da das Wallonische Parlament über die sogenannte „konstitutive Autonomie“ verfügt, kann es mittels einer Zweidrittelmehrheit auch über Sonderdekrete abstimmen, mit denen es teilweise seine eigene Funktionsweise abändern kann (Art. 118, § 2 der Verfassung) (siehe auch: Gesetzgebungsverfahren (Belgien)). Solche Sonderdekrete sind auch notwendig, wenn das Parlament Zuständigkeiten von der Französischen Gemeinschaft übernehmen will (Art. 138 der Verfassung) oder wenn es die Ausübung gewisser Zuständigkeiten an die Deutschsprachige Gemeinschaft abtreten will (Art. 139 der Verfassung).
Das Parlament hat seinen Sitz in Namur. Eine Besonderheit des Plenarsaales ist, dass sich Mehrheit und Opposition, ähnlich wie im britischen Parlament, gegenübersitzen.
| Partei                                                     | Partei                             | Sitze |
| ---------------------------------------------------------- | ---------------------------------- | ----- |
| •                                                          | Mouvement Réformateur (MR)         | 26    |
|                                                            | Parti Socialiste (PS)              | 19    |
| •                                                          | Les Engagés (LE)                   | 17    |
|                                                            | Parti du Travail de Belgique (PTB) | 08    |
|                                                            | Ecolo                              | 05    |
| Gesamt                                                     | Gesamt                             | 75    |
| Regierungsparteien sind mit einem Punkt (•) gekennzeichnet |                                    |       |

### Wallonische Regierung

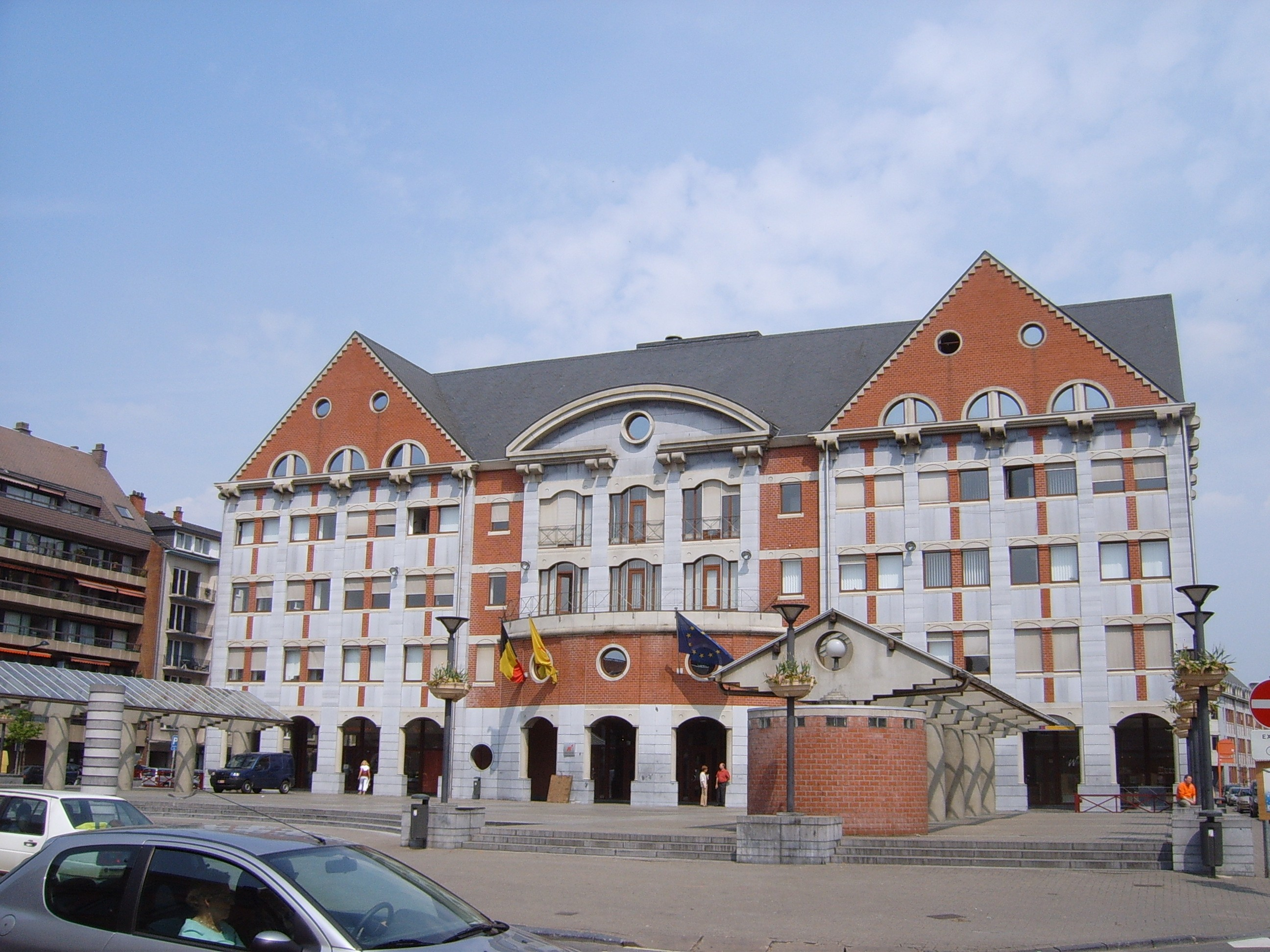
Der Hauptsitz des SPW in Jambes (Stadtteil von Namur)

Die Regierung der Wallonischen Region (oder Wallonische Regierung), früher „Exekutive der Wallonischen Region“, ist das ausführende Organ in der Wallonischen Region. Sie führt die Dekrete des Parlamentes durch Regierungserlasse aus. Dabei wird sie von der Verwaltung, dem Öffentlichen Dienst der Wallonie (frz. Service public de Wallonie, SPW), unterstützt.
Nach den Regionalwahlen von 2014 war Paul Magnette (PS) Ministerpräsident Walloniens. Die PS-cdH-Koalition wurde am 28. Juli 2019 infolge eines konstruktiven Misstrauensvotums durch die MR-cdH-Regierung unter Willy Borsus (MR) abgelöst.
Bei der Regionalwahl 2019 verlor die Regierung ihre Mehrheit. Am 13. September trat eine Koalitionsregierung aus PS, MR und Ecolo ihr Amt an. Ministerpräsident wurde Elio Di Rupo (PS), der bereits zweimal wallonischer und von 2011 bis 2014 belgischer Ministerpräsident war.
Nach der Regionalwahl 2024 bildete eine Koalition aus MR und LE die Regierung. Ministerpräsident wurde Adrien Dolimont (MR).
| Minister             | Partei | Funktion                                                                          |
| -------------------- | ------ | --------------------------------------------------------------------------------- |
| Adrien Dolimont      | MR     | Ministerpräsident und Minister für Haushalt und Finanzen                          |
| François Desquennes  | LE     | Vize-Ministerpräsident und Minister für Raumordnung und Mobilität                 |
| Pierre-Yves Jeholet  | MR     | Stellvertretender Ministerpräsident und Minister für Wirtschaft und Beschäftigung |
| Anne-Catherine Dalcq | MR     | Ministerin für Landwirtschaft                                                     |
| Yves Coppieters      | LE     | Minister für Gesundheit und Umwelt                                                |
| Valérie Lescrenier   | LE     | Ministerin für Tourismus                                                          |
| Cécile Neven         | MR     | Ministerin für Energie, Wohnungsbau und Flughäfen                                 |

| Name                          | Beginn der Amtszeit | Ende der Amtszeit  | Partei |
| ----------------------------- | ------------------- | ------------------ | ------ |
| Jean-Maurice Dehousse (I)     | 22. Dezember 1981   | 26. Januar 1982    | PS     |
| André Damseaux                | 26. Januar 1982     | 25. Oktober 1982   | PRL    |
| Jean-Maurice Dehousse (II)    | 25. Oktober 1982    | 11. Dezember 1985  | PS     |
| Melchior Wathelet             | 11. Dezember 1985   | 3. Februar 1988    | PSC    |
| Guy Coëme                     | 3. Februar 1988     | 9. Mai 1988        | PS     |
| Bernard Anselme               | 11. Mai 1988        | 7. Januar 1992     | PS     |
| Guy Spitaels                  | 7. Januar 1992      | 25. Januar 1994    | PS     |
| Robert Collignon              | 25. Januar 1994     | 15. Juli 1999      | PS     |
| Elio Di Rupo (I)              | 15. Juli 1999       | 4. April 2000      | PS     |
| Jean-Claude Van Cauwenberghe  | 4. April 2000       | 30. September 2005 | PS     |
| André Antoine (kommissarisch) | 30. September 2005  | 6. Oktober 2005    | cdH    |
| Elio Di Rupo (II)             | 6. Oktober 2005     | 20. Juli 2007      | PS     |
| Rudy Demotte (I + II)         | 20. Juli 2007       | 23. Juli 2014      | PS     |
| Paul Magnette                 | 23. Juli 2014       | 28. Juli 2017      | PS     |
| Willy Borsus                  | 28. Juli 2017       | 13. September 2019 | MR     |
| Elio Di Rupo (III)            | 13. September 2019  | 15. Juli 2024      | PS     |
| Adrien Dolimont               | 15. Juli 2024       | amtierend          | MR     |

### Zuständigkeiten

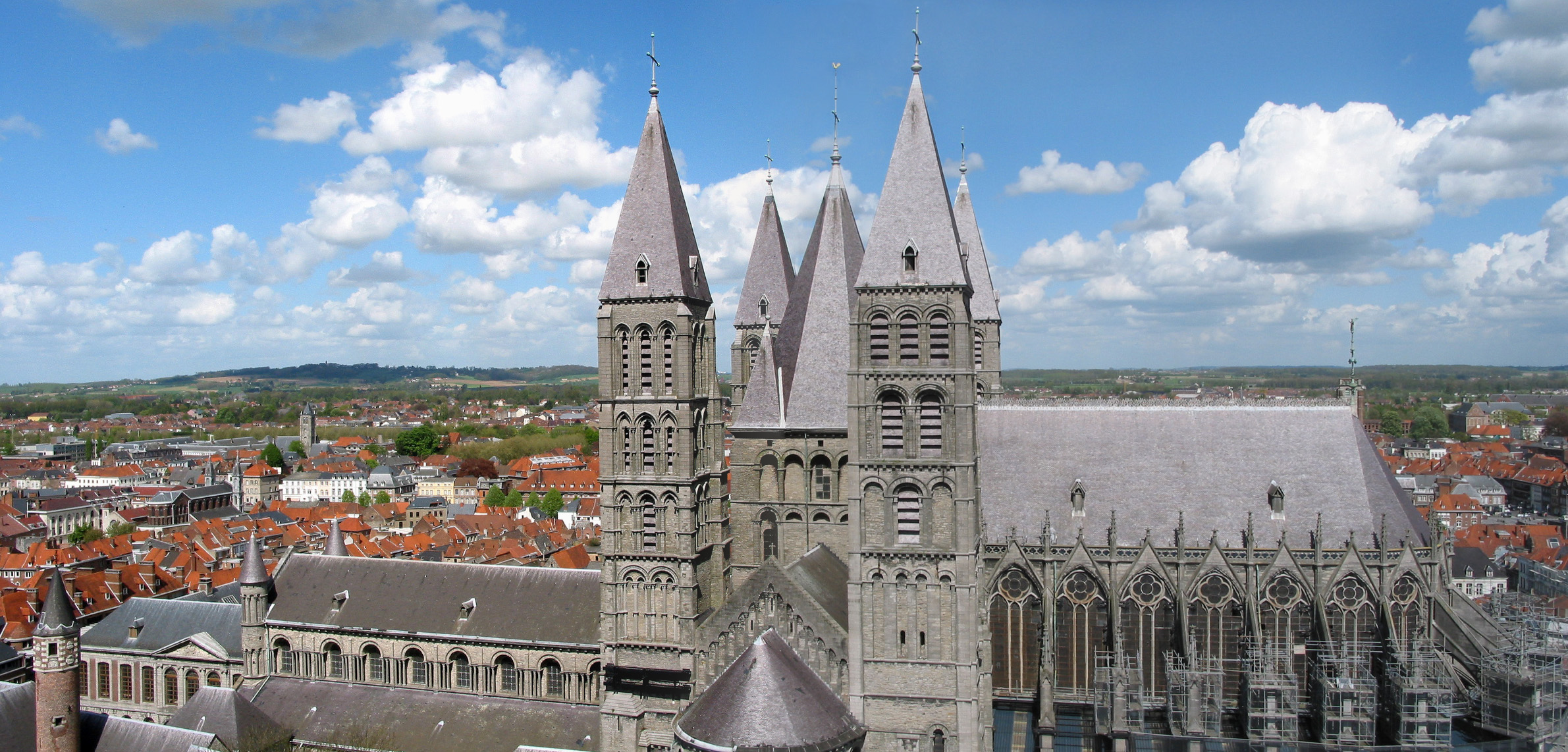
Die unter Denkmalschutz stehende Kathedrale in Tournai

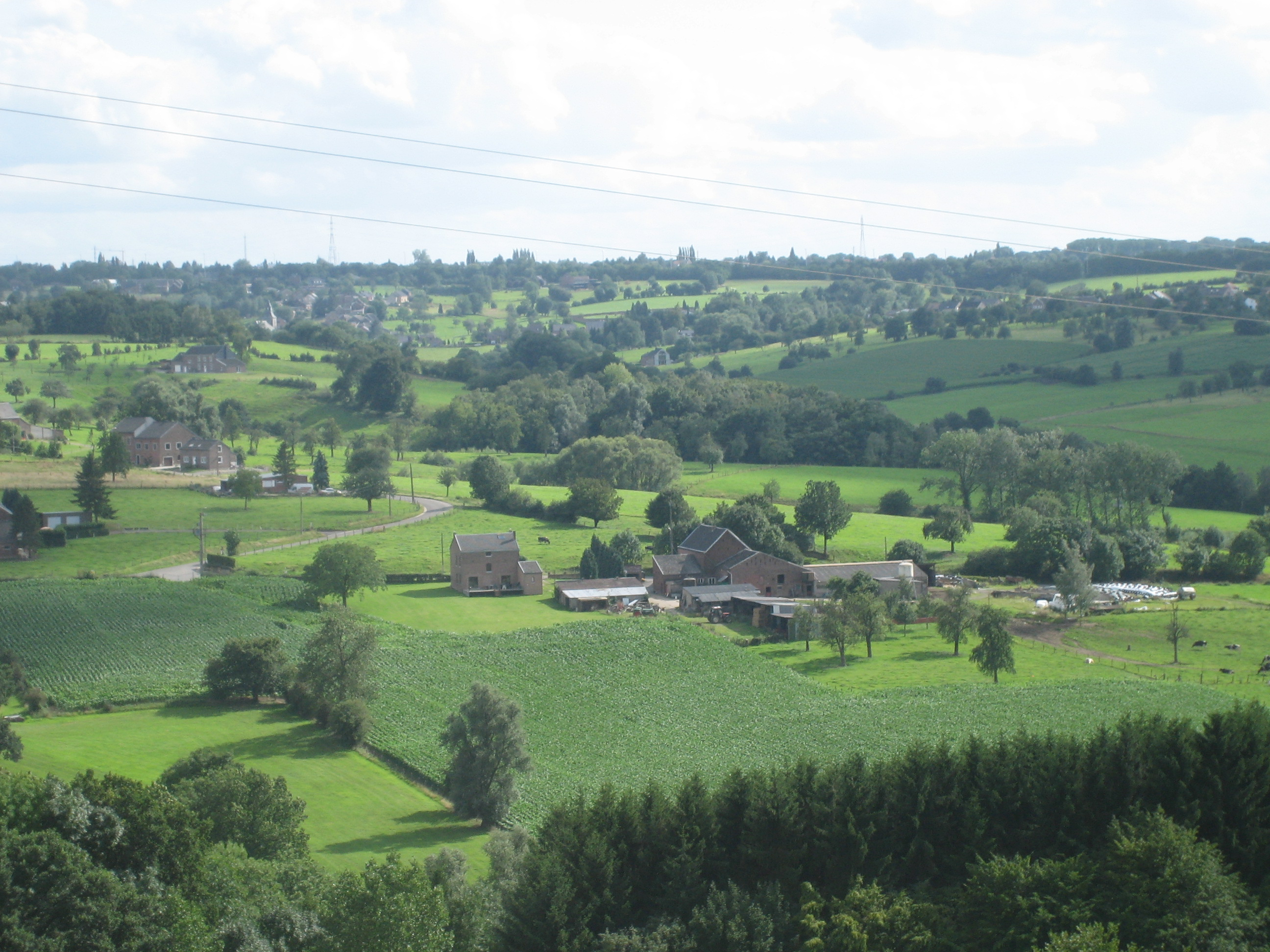
Das Herver Land zählt viele Natura-2000-Gebiete.

Die Zuständigkeiten der Wallonischen Region (und der Regionen im Allgemeinen) sind in Artikel 6, 6bis und 7 des Sondergesetzes vom 8. August 1980 zur Reform der Institutionen festgehalten:
- Agrarpolitik
- Aufsicht über die untergeordneten Behörden
- Beschäftigungspolitik, d. h. vor allem
  - Arbeitsbeschaffungsmaßnahmen
- Ländliche Erneuerung und Naturschutz, d. h. vor allem
  - Fischzucht
  - Grüngebiete, insbesondere Natura-2000-Gebiete
  - Wald- und Forstpolitik
- Öffentliche Arbeiten und Verkehrspolitik, d. h. vor allem
  - die Binnenhäfen (z. B. der Hafen von Lüttich) und die regionalen Flughäfen (z. B. die Flughäfen Brüssel-Charleroi oder Lüttich-Bierset)
  - der öffentliche Nahverkehr (d. h. die TEC)
  - das Straßennetz und die Wasserwege, einschließlich der Autobahnen
- Raumordnung, d. h. vor allem
  - Bodenpolitik
  - Denkmalschutz
  - Raumordnung und Städtebau
  - Stadterneuerung
- Regionale Energiepolitik, d. h. vor allem
  - Strom- und Gasversorgung
  - Erneuerbare Energien
  - nicht die Kernkraftwerke, die unter föderaler Aufsicht bleiben
- Umwelt- und Wasserpolitik, d. h. vor allem
  - Abfallpolitik, außer für radioaktive Abfälle
  - Umweltschutz
  - Wasserversorgung
- Untergeordnete Behörden, d. h. vor allem
  - die Finanzierung der untergeordneten Behörden
  - die Gesetzgebung über die Gemeinden, Provinzen und Interkommunalen
  - Kirchenfabriken, Grabstätten und Bestattungen
- Wirtschaft, d. h. vor allem
  - Außenhandel, einschließlich Export von Waffen (z. B. von der FN in Herstal)
  - nicht das öffentliche Auftragswesen, der Verbraucherschutz, die Währungspolitik oder das Gesellschaftsrecht, die föderal bleiben
  - Wirtschaftspolitik
- Wissenschaftliche Forschung in den oben erwähnten Gebieten
- Wohnungswesen

Dazu hat die Wallonische Region seit 1993 in Ausführung von Artikel 138 der Verfassung eine Anzahl von Zuständigkeiten von der Französischen Gemeinschaft übernommen:
- gewisse Aspekte der Gesundheitspolitik
- gewisse Aspekte des Personenbeistands
- Berufliche Umschulung und Fortbildung
- Schülerverkehr
- Soziale Förderung (u. a. Behindertenpolitik)
- Sportinfrastrukturen
- Tourismus

Dagegen übt die Wallonische Region gewisse Zuständigkeiten nicht mehr auf dem deutschen Sprachgebiet aus. Diese wurden in Ausführung von Artikel 139 der Verfassung an die Deutschsprachige Gemeinschaft übertragen. Für die Angelegenheiten des Denkmal- und Landschaftsschutzes (1994), der archäologischen Ausgrabungen und der Beschäftigungspolitik (2000) sowie der Gemeindeaufsicht und -finanzierung (2005) war dies bis heute der Fall.

### Politische Gliederung
Die Wallonische Region ist in fünf Provinzen gegliedert (Art. 3 der belgischen Verfassung). Diese Provinzen stellen die Zwischenebene zwischen der Wallonischen Region und den 262 wallonischen Gemeinden dar. Die Provinzen kümmern sich laut der Verfassung um alles, was von „provinzialem Interesse“ ist (Art. 162). Sie unterstehen dabei der Verwaltungsaufsicht der Wallonischen Region. Auch kann die Region die reine Ausübung gewisser regionaler Zuständigkeiten an die Provinzen abgeben. Die Provinzgouverneure sind die Kommissare der Wallonischen Regierung vor Ort.
| Flagge             | Provinz            | Hauptstadt | Bezirke | Gemeinden | Einwohner 1. Januar 2024 | Fläche km² | Dichte Einw./km² | NIS- Code |
| ------------------ | ------------------ | ---------- | ------- | --------- | ------------------------ | ---------- | ---------------- | --------- |
| Hennegau           | Hennegau           | Mons       | 7       | 69        | 1.360.074                | 3.785,71   | 359              | 50000     |
| Provinz Lüttich    | Lüttich            | Lüttich    | 4       | 84        | 1.119.038                | 3.862,32   | 290              | 60000     |
| Provinz Luxemburg  | Luxemburg          | Arlon      | 5       | 43        | 295.146                  | 4.439,71   | 66               | 80000     |
| Provinz Namur      | Namur              | Namur      | 3       | 38        | 503.895                  | 3.666,01   | 137              | 90000     |
| Wallonisch-Brabant | Wallonisch-Brabant | Wavre      | 1       | 27        | 414.130                  | 1.090,56   | 380              | 20002     |
| Wallonische Region | Region Wallonien   | Namur      | 20      | 261       | 3.692.283                | 16.844,31  | 219              | 3000      |

## Wirtschaft
An der Störungszone der Haine-Sambre-Maas-Furche liegen reiche Fundstätten von Steinkohle. Bis in das 20. Jahrhundert hinein wurde die Wirtschaft der Wallonie von Eisenerz- und umfangreichen Kohlevorkommen nahe Mons, Charleroi und Lüttich (Nordfranzösisches Kohlerevier) geprägt. Der Abbau oberflächennaher Flöze lässt sich bereits für die Zeit des Römischen Reichs und für das Hochmittelalter belegen.
1720 nahm die erste Dampfmaschine auf dem europäischen Festland, ein Modell von Thomas Newcomen, in einer Kohlemine bei Lüttich ihren Betrieb auf. Die Wallonie war im 19. Jahrhundert die erste Region Kontinentaleuropas, die von einer massiven Industrialisierung erfasst wurde. Kohle- und Stahlindustrie, aber auch Glasindustrie konzentrierten sich dabei entlang des in West-Ost-Richtung verlaufenden Henne-Sambre-Maas-Weser-Tals.
Die flache Topographie Belgiens begünstigte den Bau von Kanälen; diese verbanden Seehäfen mit Orten im Binnenland und ermöglichten es schon vor dem Ausbau des Eisenbahnnetzes, Massengüter preisgünstig und mit geringem Energieaufwand zu transportieren: 1817 wurde der Canal de Pommerœul à Condé eröffnet, 1827 der Kanal Gent–Terneuzen, 1832 der Kanal Charleroi-Brüssel, 1846 der Maas-Schelde-Kanal und 1866 der Kanal durch Zuid-Beveland. 
Als im 19. Jahrhundert die kleine Eiszeit in Westeuropa zu Ende ging, profitierten Regionen am Ärmelkanal (Seeklima) davon stärker als z. B. Deutschland. Belgien profitierte auch von der wachsenden Bedeutung des Seehandels und dem Aufkommen der Dampfschiffe.
Nach dem Zweiten Weltkrieg verlor zunächst die Kohleförderung an Bedeutung (Kohlekrise) und später auch die Stahlindustrie (Stahlkrise).  Die Wallonie verlor ihre Funktion als wirtschaftliche Antriebskraft Belgiens an die nördliche Nachbarregion Flandern. Auf dem Gebiet des früheren Industriegürtels leben heute etwa zwei Drittel der wallonischen Bevölkerung.
Im Vergleich mit dem Bruttoinlandsprodukt der Europäischen Union ausgedrückt in Kaufkraftstandards erreichte die Wallonie im Jahr 2015 einen Index von 86 (EU-25: 100), deutlich niedriger als der belgische Durchschnitt von 119.

## Verkehr

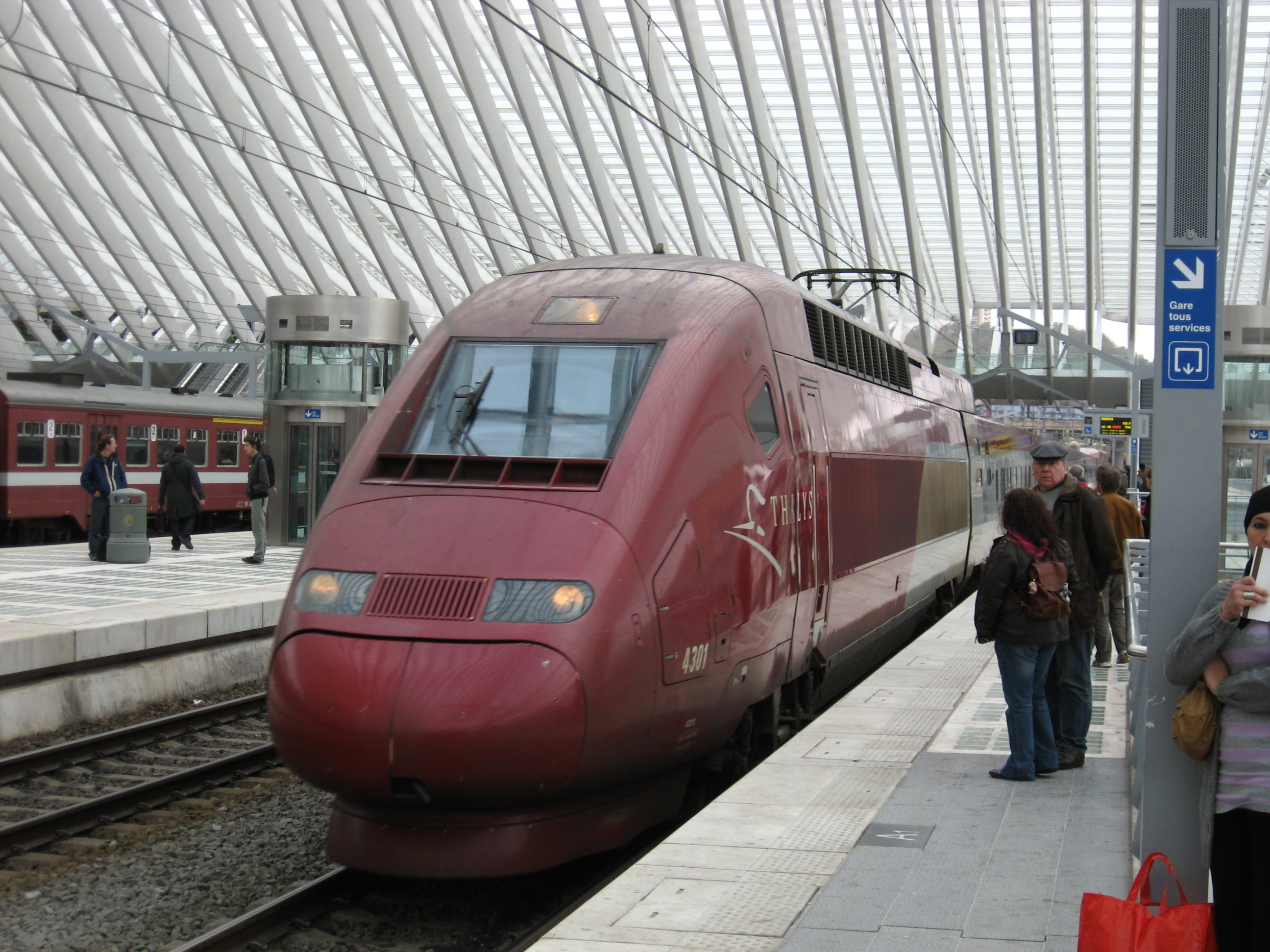
Ein Thalys im Bahnhof Liège-Guillemins

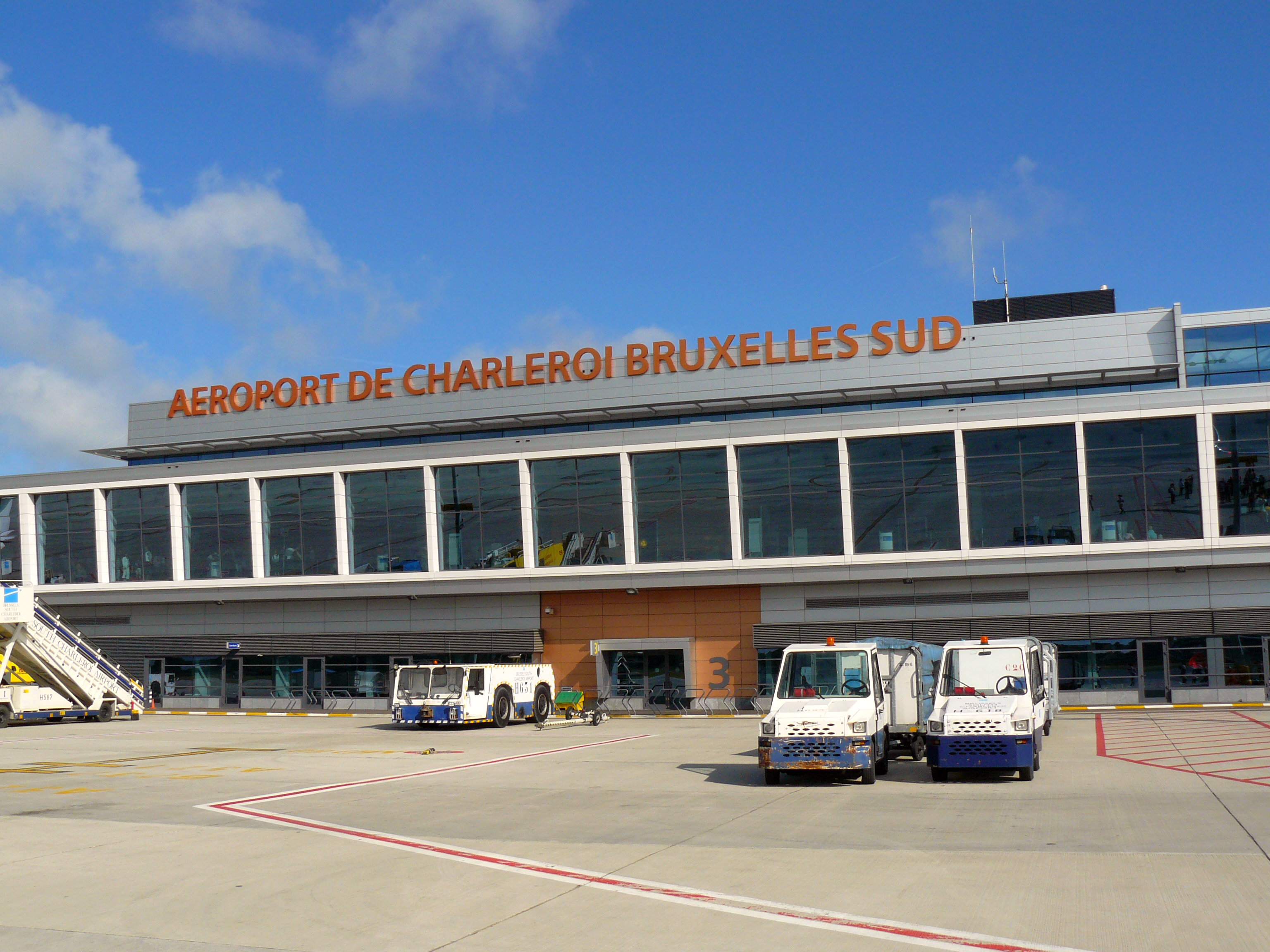
Der Flughafen Charleroi Bruxelles-Sud

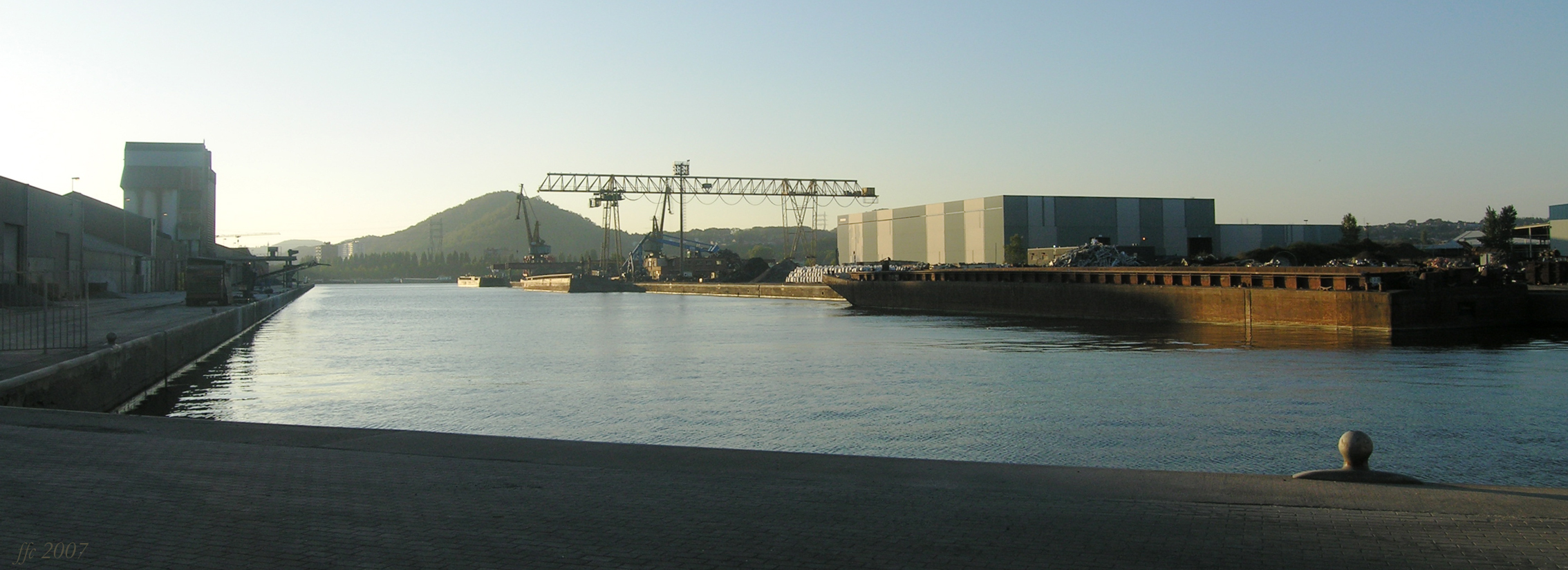
Der Binnenhafen von Lüttich

### Eisenbahn
Durch wallonisches Gebiet führen die Hochgeschwindigkeitsstrecken HSL 1, teilweise die HSL 2 und die HSL 3, die unter anderem vom Thalys, dem TGV und dem Eurostar befahren werden, sowie die Bahnstrecken Brüssel–Namur, Namur-Luxemburg, Lüttich–Aachen, Brüssel–Charleroi, die Athus-Maas-Linie, das sogenannte wallonische Rückgrat und die Bahnstrecke Verviers–Spa. Hinzu kommen weitere Nebenstrecken. Das Netz stellt eine wichtige Verbindung zwischen Frankreich, Großbritannien, Deutschland und den Niederlanden her. Wichtige Bahnhöfe sind Liège-Guillemins, Namur, Verviers Central und Charleroi-Sud.

### Flugverkehr
Flughäfen befinden sich unter anderem in Lüttich, Charleroi und Namur.

### Öffentlicher Personennahverkehr
Das Verkehrsunternehmen Transport en Commun (TEC) betreibt den öffentlichen Nahverkehr in der Wallonischen Region. Personen zwischen 18 und 24 Jahren und ab 65 Jahren werden für symbolische 12 Euro pro Jahr befördert.

### Häfen
Binnenhäfen befinden sich in Namur, Lüttich, Charleroi und La Louvière. Wichtige Wasserstraßen sind die Maas, die Sambre, der Albert-Kanal, der Kanal Charleroi-Brüssel, der Canal du Centre und der Canal de Pommerœul à Condé. Von hier aus bestehen Verbindungen nach Frankreich, Flandern und die Niederlande.

## Bevölkerung

### Zuwanderung
Die Wallonische Region gehört insgesamt zu den dichter besiedelten Regionen Europas, wobei es hier Unterschiede in der Bevölkerungsdichte gibt. So steht das dicht besiedelte Maasgebiet eher dünn besiedelten Regionen der Ardennen und des Hohen Venns gegenüber. Insbesondere die Industrialisierung und der Bergbau sorgten für eine Zuwanderung sowohl aus anderen Regionen Belgiens als auch aus anderen Ländern, beispielsweise aus Italien und Portugal. Später kamen weitere Zuwanderergruppen aus Vorderasien, aus Nordafrika (Maghreb) und aus dem zentralen Afrika (Kongo) hinzu. In den Bereich nahe der deutschen Grenze sind in der jüngeren Vergangenheit viele Deutsche gezogen, die meist nach Aachen pendeln.

### Sprachen

#### Amtssprachen

Sprachgrenzen: Die Deutschsprachige Gemeinschaft (gelb) innerhalb der überwiegend französischsprachigen Wallonischen Region

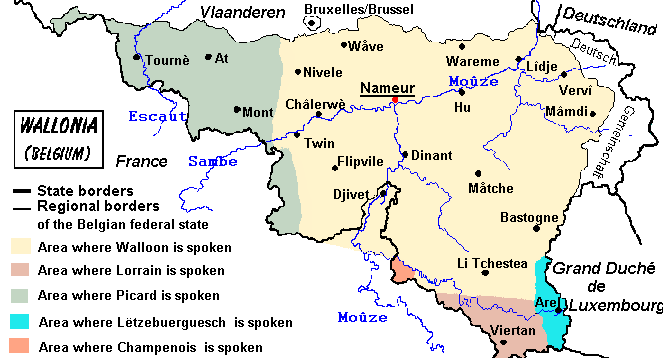
Dialekte in der Französischen Gemeinschaft in Wallonien, ohne Brüssel und ohne die deutschsprachige Gemeinschaft

Amtssprache und dominierende Sprache in der Wallonischen Region ist Französisch. Amtssprache im äußersten Osten, im Gebiet der Deutschsprachigen Gemeinschaft, die der Wallonischen Region politisch angeschlossen ist, ist Deutsch. Aufgrund der Größe der Bevölkerungsgruppen dominiert in Parlament und Regierung der Wallonischen Region zwar das Französische, alle Regionalgesetze müssen auch in einer deutschsprachigen Version veröffentlicht werden und Schreiben an deutschsprachige Bürger müssen auf Deutsch verfasst sein.

#### Dialekte und Minderheiten
Wichtigste Mundart in der Wallonie ist das mit dem Französischen verwandte Wallonisch, das einige Linguisten als eigenständige Sprache betrachten. Im westlichen Teil der Wallonie werden die mit dem Französischen verwandten picardischen Mundarten gesprochen. Ihre Sprecher betrachten sie als eigenständige Sprache. Als Regionalsprache genießt sie eine begrenzte (offizielle) Anerkennung. An den südlichen Rändern der Wallonie werden das Lothringische und das Luxemburgische (Areler Land) gesprochen, doch sind diese Varietäten in Belgien am Aussterben.
Neben Französisch und Deutsch wird in der Wallonie und ihren Randgebieten von einer Minderheit Platdiets sowie Niederländisch gesprochen. In den Gemeinden Comines-Warneton (Komen-Waasten), Enghien (Edingen), Flobecq (Vloesberg) und Mouscron (Moeskroen) gibt es gewisse sprachliche Erleichterungen für die niederländischsprachigen Einwohner (siehe Fazilitäten-Gemeinde). Die Gemeinden Baelen (Balen), Plombières (Bleyberg/Bleiberg) und Welkenraedt (Welkenrath/Welkenraat) haben für ihre niederländischsprachigen Einwohner 1966 diese Möglichkeit gleichfalls erhalten, jedoch bis heute davon in der Verwaltung keinen Gebrauch gemacht.

## Kultur
Um kulturelle Belange kümmern sich in staatlicher Hinsicht die Französische und die Deutschsprachige Gemeinschaft. Kulturelles Zentrum der Wallonischen Region ist die Stadt Lüttich. Hier befinden sich verschiedene Kunstmuseen wie beispielsweise das Kunstmuseum Grand Curtius, das Archéforum und die Schatzkammer der Kathedrale. Lüttich ist Geburtsort des Schriftstellers Georges Simenon. Die Stadt Mons war 2015 eine der Kulturhauptstädte Europas, neben dem tschechischen Pilsen. Die Stadt Dinant südlich von Namur ist der Geburtsort von Adolphe Sax, dem Erfinder des Saxophons. Die Wallonische Region ist bekannt für ihre Koch- und Speisekultur.

## Bildung
In der Wallonie befinden sich verschiedene Hochschulen und Universitäten. Hierzu zählen die Universität Lüttich mit der Gembloux Agro-Bio Tech in Lüttich, die Université catholique de Louvain in Ottignies-Louvain-la-Neuve, die UCL Mons und die Universität Mons in Mons und die Universität von Namur in der wallonischen Hauptstadt Namur.